# Adoretus ohausi
Adoretus ohausi är en skalbaggsart som beskrevs av Heller 1914. Adoretus ohausi ingår i släktet Adoretus och familjen Rutelidae. Inga underarter finns listade i Catalogue of Life.